# Frédéric Bourgeois de Mercey
Pour les articles homonymes, voir Bourgeois et Mercey (homonymie).
Frédéric Bourgeois de Mercey, né le 20 mai 1803 à Paris et mort le 6 septembre 1860 au château de La Faloise, est un peintre, chroniqueur de voyages, critique d'art et romancier français.

## Biographie
Fils de l’administrateur lorrain Louis-Frédéric Bourgeois de Mercey, il se livra d’abord à la peinture et fit preuve, dans le paysage, de précision et de facilité. De 1830 à 1842, époque où un affaiblissement de la vue l’obligea de quitter les pinceaux, il exposa un grand nombre d’ouvrages dont les plus remarquables ont été placés dans les musées des départements ou les résidences impériales. Il a pris part aux Salons de 1831, 1833, 1834, 1835, 1836, 1837, 1838, 1839, 1840, 1841, 1847, 1848 et 1857. Il fut honoré d’une médaille de 2e classe en 1838. Ses vues d’Écosse, du Tyrol et d’Italie et ses études de forêts ont été particulièrement appréciées ; l’une de ces dernières, la Lisière de la forêt, est au musée du Luxembourg. Alexandre Oliva a exposé, au Salon de 1859, un buste en marbre d’après lui.
Entré au ministère de l’Intérieur en 1840, après la retraite de Romieu, en qualité de chef de bureau des Beaux-Arts, il est nommé en 1853 à la tête de la direction des Beaux-Arts placée, depuis lors, dans les attributions du ministère d’État. En 1855, il est membre du jury de l’Exposition universelle.
En 1859, Mercey est élu membre libre de l’Académie des beaux-arts. Il avait été nommé chevalier de la Légion d’honneur en 1843, puis officier le 15 décembre 1855.
Ses écrits principaux sont le Tyrol et le Nord de l’Italie, illustré d’eaux-fortes, qui a obtenu deux éditions, en 1833 et 1845, ouvrage qui avait primitivement paru dans la Revue de Paris, sous le pseudonyme de « Frédéric de la Faloise ». Il a également rédigé des Études sur les beaux-arts dans l'Artiste, sous le pseudonyme de « La Genevais ».
Il épouse Anna Morgan, d'origine britannique. Dont :
- Louis Frédéric Napoléon Bourgeois de Mercey, né à Paris le 23 juin 1838, géologue, marié à Hyères le 18 juin 1867, avec Antoinette Vérignon, née à Hyères le 19 juin 1839. Tous deux font construire à Hyères, entre 1868 et 1870, la villa Léon-Antoinette. Leur fille, Alberte Antoinette Bourgeois de Mercey, née à Hyères le 16 juin 1868, épouse, à Paris 11e, le 18 mars 1899, Louis Désiré Alexandre Poisson, notaire à Chaussoy-Epagny.
- Charles Albert Napoléon Bourgeois de Mercey, né en 1839.

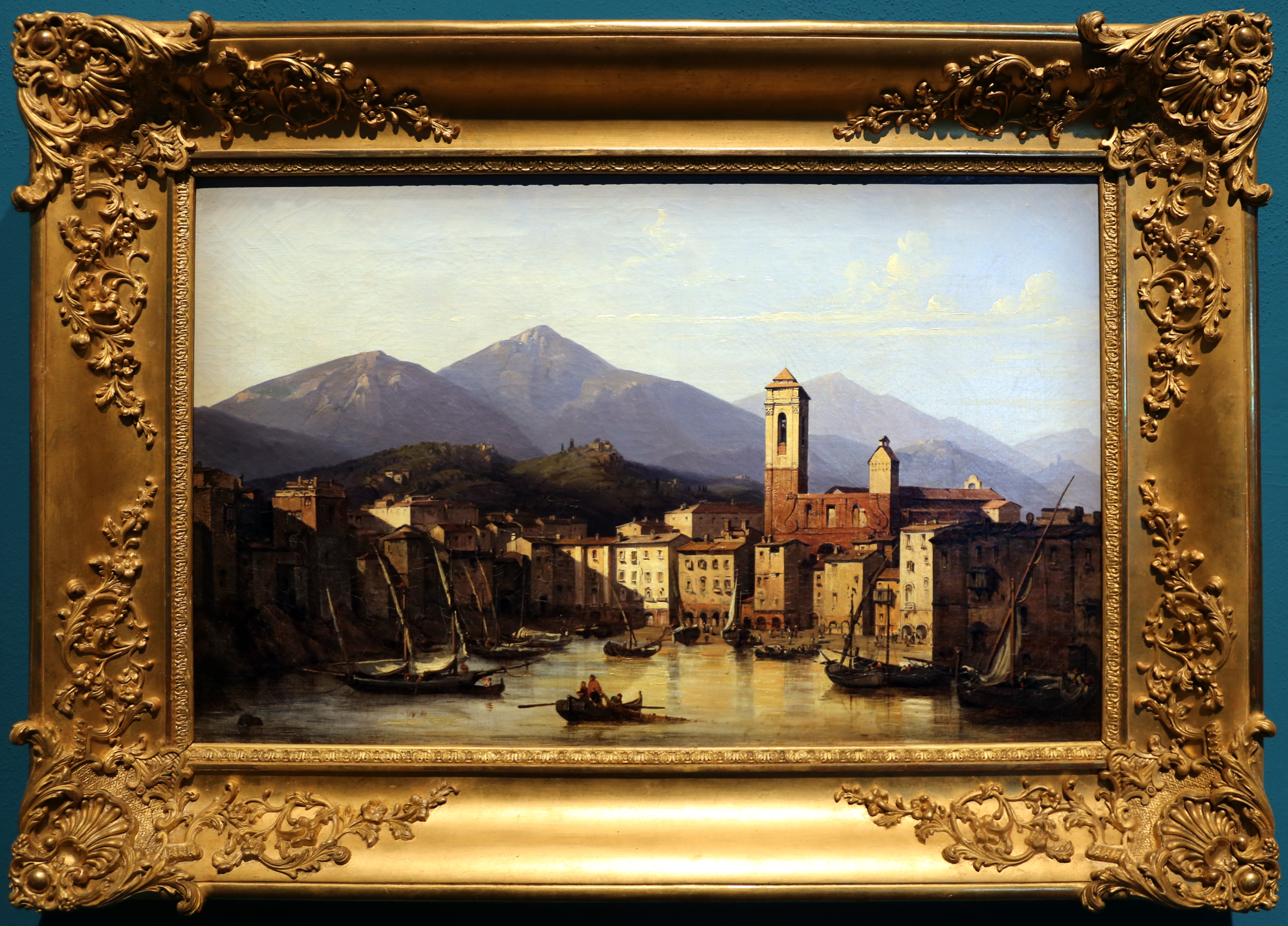
Vue du Vieux-Port de Bastia, Frédéric Bourgeois de Mercey, 1839, musée de Bastia